# Linea Nankō Port Town

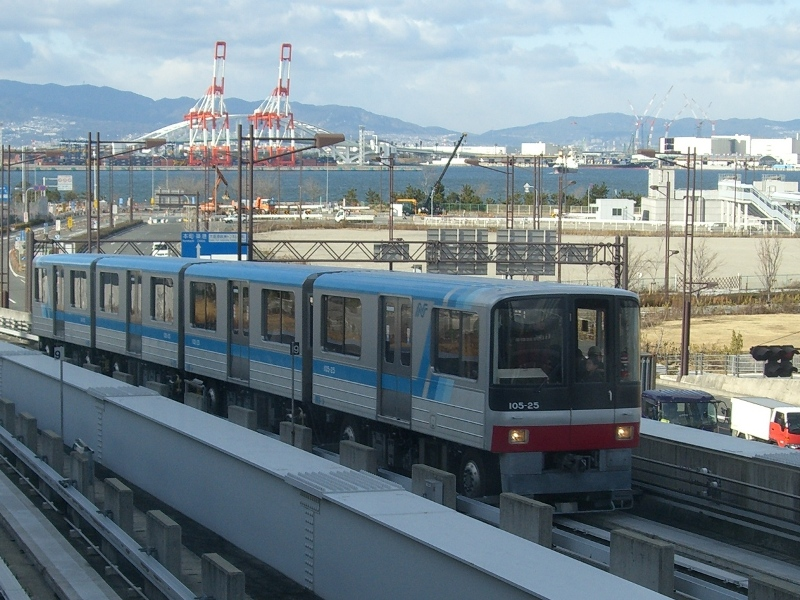
Un convoglio della linea

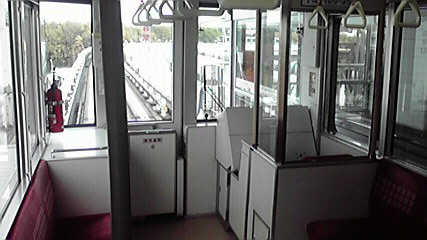
Stazione di Port Town-higashi, carrozza di testa senza guidatore

La linea Nankō Port Town (南港ポートタウン線?, Nankō Pōto-Taun-Sen), chiamata anche linea P o New Tram, è una linea della metropolitana di Osaka, in Giappone. La linea serve il quartiere sorto attorno al nuovo porto marittimo sud realizzato negli ultimi decenni alla periferia occidentale di Osaka, e connette i capolinea delle linee Yotsubashi e Chūō.

## Descrizione
La linea misura 7,9 km. I treni si muovono con un sistema a guida automatica alimentato da corrente alternata trifase a 600 V - 60 Hz situata a lato dei convogli. Lungo tutta la linea vi è il doppio binario. Tutte le 10 stazioni presentano banchine ad isola centrale, schermi di protezione dei binari per la sicurezza dei viaggiatori e porte scorrevoli che si aprono solo a convogli fermi. L'unica stazione interrata è quella capolinea di Cosmosquare (al primo piano), e per alcune centinaia di metri i convogli viaggiano in sotterranea. Quando escono in superficie subito salgono in sopraelevata prima della successiva stazione di Trade Center-mae. Tutto il resto del percorso è sopraelevato. Attualmente il servizio è svolto da convogli a 4 carrozze con pneumatici in gomma.
Il tratto compreso tra le stazioni di Cosmosquare e Trade Center-mae è di proprietà dell'azienda Osaka port Transit Sistem (OTS), consociata al Comune di Osaka. Il restante tratto è di proprietà dell'Ufficio Municipale dei Trasporti di Osaka, che gestisce tutta la linea e le varie linee della metropolitana cittadina. L'OTS è proprietaria anche del tratto della linea Chūō della metropolitana che va dalla stazione di Cosmosquare a quella di Ōsakakō. I convogli delle linee Yotsubashi e Chūō sono diversi da quelli della linea Nankō Port Town, e ai capolinea di Cosmosquare e Suminoe-kōen bisogna trasferirsi ad un piano diverso per cambiare treno.
Sulle tre linee, come su tutte le altre della metropolitana di Osaka, vige un sistema tariffario integrato. Tutte le biglietterie sono automatiche e l'accesso avviene attraverso i tornelli, a fianco dei quali si trova il personale con funzioni di sorveglianza e di assistenza.

## Cronologia
- 16 marzo 1981 - apertura della linea Nankō Port Town fra Nakafutō e Suminoekōen, di proprietà dell'Ufficio Municipale dei Trasporti di Osaka, i treni sono guidati da macchinisti
- 20 ottobre 1991 - inaugurazione del servizio a guida automatica
- 5 ottobre 1993 - un incidente alla stazione di Suminoekōen Station provoca il ferimento di 215 passeggeri e la sospensione del servizio
- 19 novembre 1993 - ripresa del servizio
- 18 dicembre 1997 - Apertura della linea New Tram Technoport (ニュートラムテクノポート線?) che copre il tratto Cosmosquare - Nakafutō, di proprietà dell'azienda Osaka port Transit Sistem (OTS). L'OTS inaugura lo stesso giorno il tratto della metropolitana che collega la stazione di Cosmosquare a quella di Ōsakakō della linea Chūō mediante un tunnel sottomarino. Anche la linea Chūō è di proprietà dell'Ufficio Municipale dei Trasporti di Osaka. Inizialmente i biglietti per i passeggeri che transitano su tratti che comprendono diverse linee hanno un costo cumulativo alto: i prezzi dei biglietti di ogni linea sono indipendente dall'altra
- 1º luglio 2005 - La linea New Tram Technoport viene inglobata al sistema di bigliettazione della Nankō Port Town e delle altre linee della metropolitana comunale, il prezzo del biglietto non viene più calcolato separatamente con un sensibile abbattimento del costo del biglietto stesso. Sia il tratto della linea Chūō della metropolitana tra Ōsakakō e Cosmosquare, che quello della linea Nankō Port Town del people mover continuano ad essere di proprietà dell'OTS.

## Fermate
| Numero | Stazione          | Giapponese         | Distanza interstazione (in km) | Distanza progressiva | Collegamenti     |
| ------ | ----------------- | ------------------ | ------------------------------ | -------------------- | ---------------- |
| P09    | Cosmosquare       | コスモスクエア     | -                              | 0.0                  | Linea Chūō       |
| P10    | Trade Center-mae  | トレードセンター前 | 0.6                            | 0.6                  |                  |
| P11    | Nakafutō          | 中ふ頭             | 0.7                            | 1.3                  |                  |
| P12    | Port Town-nishi   | ポートタウン西     | 0.7                            | 2.0                  |                  |
| P13    | Port Town-higashi | ポートタウン東     | 0.5                            | 2.5                  |                  |
| P14    | Ferry terminal    | フェリーターミナル | 1.5                            | 4.0                  |                  |
| P15    | Nankō-higashi     | 南港東             | 0.8                            | 4.8                  |                  |
| P16    | Nankōguchi        | 南港口             | 0.6                            | 5.4                  |                  |
| P17    | Hirabayashi       | 平林               | 1.3                            | 6.7                  |                  |
| P18    | Suminoe-kōen      | 住之江公園         | 1.2                            | 7.9                  | Linea Yotsubashi |